# 丸松駅

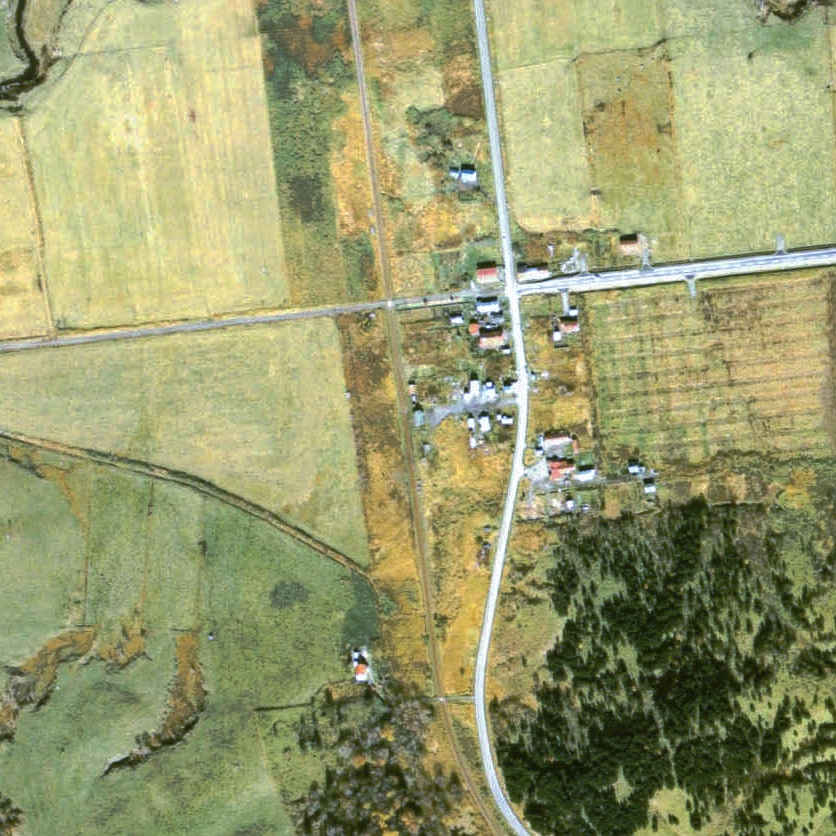
1977年の丸松駅と周囲約500m範囲。上が幌延方面。判別し難い事甚だしいが、羽幌側へずれた位置に設置された島式ホーム1面2線の内、無人化に伴って駅裏側本線に棒線化されており、駅舎側本線は分岐が撤去されただけで放置されていた。周囲は酪農地帯で、駅周辺に若干民家が集まっていた。右に並行して北上する道は、整備される前の国道232号。

丸松駅（まるまつえき）は、北海道天塩郡遠別町字丸松にかつて設置されていた、日本国有鉄道（国鉄）羽幌線の駅（廃駅）である。電報略号はマル。事務管理コードは▲121626。
一部の普通列車は通過した（1986年（昭和61年）11月1日改定の時刻（廃止時の時刻表）で、上下各1本（急行「はぼろ」後継の主要駅停車列車））。

## 歴史
- 1936年（昭和11年）10月23日 - 鉄道省天塩線の天塩駅 - 遠別駅間延伸開通に伴い、開業[4]。一般駅。
- 1949年（昭和24年）6月1日 - 公共企業体である日本国有鉄道に移管。
- 1958年（昭和33年）10月18日 - 天塩線を羽幌線に編入して羽幌線が全通、それに伴い同線の駅となる。
- 1961年（昭和36年）4月1日 - 業務委託化。
- 1970年（昭和45年）9月7日 - 貨物・荷物取扱い廃止[1][5]。同時に無人化[6]（駅前の商店に簡易委託）[7]。
- 1987年（昭和62年）3月30日 - 羽幌線の全線廃止に伴い、廃駅となる[1]。

### 駅名の由来
所在地名より。
遠別川の北にあるパロマウッナイ川を表すアイヌ語「パㇻオマウッナイ（par-oma-utnay）」が転訛したものである。
「パㇻオマウッナイ（par-oma-utnay）」は「口・ある・ウッナイ（ut-nay…肋骨・川→横川）」を意味する。
なお、同地にはパロマウッナイ川含め3本の「ウッナイ」を名乗る川が流れている。

## 駅構造
廃止時点で、島式ホーム片面使用の1面1線を有する地上駅であった。ホームは、線路の東側（幌延方面に向かって右手側）に存在した。かつては、島式ホーム1面2線を有する列車交換可能な交換駅であった。使われなくなった駅舎側の1線は、交換設備運用廃止後も側線として残っていた（但し1983年（昭和58年）時点では留萌方、幌延方両側の転轍機は撤去されていた）。
無人駅となっていたが、有人駅時代の駅舎が残っていた。また、駅前の食料雑貨店で乗車券を販売する簡易委託駅となっていた。
駅舎は構内の東側に位置し、ホーム北側とを結ぶ構内踏切で連絡した。

## 駅周辺
- 国道232号（天売国道/日本海オロロンライン）
- パロマウッナイ川

## 駅跡
2001年（平成13年）時点で跡形も無く、駅前商店のみ残っていた。2010年（平成22年）時点でも同様であった。空き地となっており、木と電柱が残っている。
また、2011年（平成23年）時点で附近のパロマウッナイ川に「パロマウッナイ川橋梁」の橋台が残存していた。

## 隣の駅
日本国有鉄道
羽幌線
遠別駅 - <啓明仮乗降場> - 丸松駅 - 更岸駅
かつて当駅と更岸駅との間に北里仮乗降場が存在した（1956年（昭和31年）5月1日開業、1970年（昭和45年）9月7日廃止）。